# Xenochromis hecqui
Genre
Espèce
Statut de conservation UICN

 DD  : Données insuffisantes
Xenochromis hecqui est une espèce de poissons de la famille Cichlidae endémique du lac Tanganyika en Afrique. Il s'agit de l'unique membre du genre Xenochromis (monotypique).